# Pristilomatidae
Pristilomatidae – rodzina lądowych ślimaków trzonkoocznych (Stylommatophora), wcześniej zaliczana w randze podrodziny do Zonitidae sensu lato (dawne szklarkowate), przy czym określana były przez różnych autorów jako Vitreinae lub Pristilomatinae. 
Rodzina ta obejmuje ponad 180 gatunków, z których większość występuje w Holarktyce, a pozostałe w Ameryce Środkowej i na wyspach Polinezji. Z terenu Polski znanych jest 5 gatunków.
Charakteryzują się przezroczystą, szklistą  i bezbarwną muszlą o średnicy 1–6 mm. Jej skręty są liczne i ciasno nawinięte. Otwór muszli niektórych gatunków północnoamerykańskich jest zaopatrzony w ząbki.

## Podział systematyczny
Rodzina obejmuje następujące rodzaje:
- Coreovitrea A. Riedel, 1967
- Eurocystina Harzhauser & Neubauer, 2018 †
- Gollumia A. Riedel, 1988
- Gyralina Andreae, 1902
- Hawaiia Gude, 1911
- Lindbergia A. Riedel, 1959
- Monadea Westerlund, 1902
- Paravitrea Pilsbry, 1898
- Pristiloma Ancey, 1887
- Pycnogyra Strebel & Pfeffer, 1879
- Spinophallus A. Riedel, 1962
- Taurinellushka Balashov, 2014
- Troglovitrea Negrea & A. Riedel, 1968
- Vitrea Fitzinger, 1833

Rodzajem typowym rodziny jest Pristiloma.